# Hoplodrina obscura
Hoplodrina obscura är en fjärilsart som beskrevs av Barend J. Lempke 1966. Hoplodrina obscura ingår i släktet Hoplodrina och familjen nattflyn. Inga underarter finns listade i Catalogue of Life.